# Igor Maistrenko
Igor Maistrenko (21 de noviembre de 1959) es un deportista soviético que compitió en remo.
Participó en los Juegos Olímpicos de Moscú 1980, obteniendo una medalla de bronce en la prueba de ocho con timonel. Ganó tres medallas en el Campeonato Mundial de Remo entre los años 1979 y 1983.

## Palmarés internacional
| Juegos Olímpicos   | Juegos Olímpicos  | Juegos Olímpicos  | Juegos Olímpicos |
| Año                | Lugar             | Medalla           | Prueba           |
| ------------------ | ----------------- | ----------------- | ---------------- |
| 1980               | Moscú (URSS)      | Medalla de bronce | Ocho con timonel |
| Campeonato Mundial |                   |                   |                  |
| Año                | Lugar             | Medalla           | Prueba           |
| 1979               | Bled (Yugoslavia) | Medalla de bronce | Ocho con timonel |
| 1981               | Múnich (RFA)      | Medalla de oro    | Ocho con timonel |
| 1983               | Duisburgo (RFA)   | Medalla de plata  | Dos con timonel  |